# Firminópolis
Firminópolis là một đô thị thuộc bang Goiás, Brasil. Đô thị này có diện tích 406,109 km², dân số năm 2007 là 10021 người, mật độ 24,7 người/km².